# Copestylum albertoi
Copestylum albertoi är en tvåvingeart som beskrevs av Marcos-garcia och Rotheray 2007. Copestylum albertoi ingår i släktet Copestylum och familjen blomflugor. Inga underarter finns listade i Catalogue of Life.